# Đội Cấn, Ba Đình
Đội Cấn là một phường thuộc quận Ba Đình, thành phố Hà Nội, Việt Nam.
Phường Đội Cấn có dân số là 14.033 người và diện tích là 62 ha.

## Địa lý
Địa giới của phường này như sau:
Phía bắc giáp phường Ngọc Hà
Phía tây giáp phường Liễu Giai
Phía nam giáp phường Cát Linh
Phía đông giáp phường Quán Thánh.
Đội Cấn còn là tên của một con phố cùng tên, kéo dài từ Ngọc Hà đến Bưởi. Đây là một trong số ít những con phố có dãy nhà số lẻ ở bên phải, nhà số chẵn ở bên trái.